# 外国人記者は見た!日本inザ・ワールド
『外国人記者は見た!日本inザ・ワールド』（がいこくじんきしゃはみた!にほん<にっぽん>・イン・ザ・ワールド）はBS-TBSで放送されていた報道討論番組である。

## 概要
2015年10月7日より毎週水曜日に放送されていたが、2016年10月2日からは『外国人記者は見た+（プラス）日本inザ・ワールド』として日曜日22時から22時54分に放送時間が変更された。2018年9月30日放送の2時間スペシャルをもって終了。
日本の世相、社会問題に鋭いメスを入れ、日本国外のマスメディアに在籍する在日外国人ジャーナリストはこの問題をどう見ているのかを徹底討論する。

## 出演
- 司会　パトリック・ハーラン、出水麻衣
- 在日外人ジャーナリスト数名
- ゲスト